# Zheng (staat)
Zheng was een staat in China tijdens de Zhou-dynastie.
In de kroniek Zuozhuan staat vermeld dat de Zheng werd gesticht in een moerassig gebied mede met behulp van een groep kooplieden die bekendstonden als de Shang. Het gebied was omringd door de groepen van de barbaarse stammen Man, Rong en Di. Juist door deze ongunstige omstandigheden zou de bevolking van Zheng een pioniersgeest hebben ontwikkeld, in tegenstelling tot de bevolking van de gevestigde staten.
De eerste heerser van Zheng was Zheng Zhuang Gong (806-771 v.Chr.), de jongste broer van koning Xuan van Zhou. Zheng Huan Gong diende Xuan's zoon koning You van Zhou. Er bleef een nauwe band tussen de Zhou-koningen en Zheng-heersers bestaan die voor drie generaties de positie van qingshi (een van de hoogste ministers) bleven bekleden.
De hoofdstad was aanvankelijk gelegen op de plaats van het huidige Huaxian in de provincie Shaanxi. Gelijktijdig met het verplaatsen van de Zhou-hoofdstad naar Luoyi (het huidige Luoyang), werd de Zheng-hoofdstad rond 770 v.Chr. naar de locatie het huidige Xinzheng in de provincie Henan verplaatst. 
Aangezien Zheng minder gesegmenteerd was dan de andere Chinese staten kon het zijn hulpbronnen makkelijker mobiliseren en zo een van de machtigste staten worden. Tijdens de heerschappij van koning Ping van Zhou bleef Zheng aan hem trouw, maar nam tegelijkertijd een meer onafhankelijke positie in. De hertog Zhuang van Zheng was politiek zeer actief tijdens de eerste twintig jaar van de Periode van Lente en Herfst. Hij was overwinnaar in 707 v.Chr. in een conflict met de Zhou-koning Huan. Zheng had daarmee een leidende rol onder de Zhou-staten veroverd. Deze rol ging in 701 v.Chr. verloren toen hertog Zhuang overleed en zijn zonen elkaar in een 20-jarige burgeroorlog de erfopvolging betwistten.
In 627 v.Chr. wist Xuan Gao, een koopman uit Zheng, een verrassingsaanval van de staat Qin af te wenden door het aankomende Qin-leger, dat hij toevallig tegenkwam, te doen geloven dat de Zheng al op de hoogte was van de aanvalsplannen.